# Peter Iwers
Peter Iwers (Estocolmo, Suecia, 15 de mayo de 1975) es el antiguo bajista de la banda sueca In Flames, en sustitución de Johan Larsson.
Su estilo ha sido influido por Mike Porcaro, bajista de Toto, así como Geddy Lee de Rush y John Myung miembro Dream Theater.
Peter tiene dos hijas y una exesposa. Su hermano Anders es bajista de la banda Tiamat.

## Otros proyectos
Antes de unirse a In Flames, Iwers tocaba en una banda llamada Chameleon.
Iwers junto con Jesper Strömblad mezcla música alrededor de Suecia, siendo Jesper conocido como DJ Sellout y Peter como DJ Kaos.

## Equipo
- Peter usa equipo Ibanez y Ampeg.

- Iwers usa bajos de cinco

## Discografía
con CyHra
- Letters to Myself - 2017

con In Flames
- Colony - 1999
- Clayman - 2000
- Reroute to Remain - 2002
- Soundtrack to Your Escape - 2004
- Come Clarity - 2006
- A sense of purpose - 2008
- Sounds of a Playground Fading - 2011
- Siren Charms - 2014
- Battles - 2016

como invitado
- Mrs. Hippie - Lotus - bajo en la canción "I Want You" (cover de Kiss) - 2000
- Pain - Psalms of Extinction - bajo en las canciones "Save Your Prayers" y "Nailed to the Ground" - 2007
- Pendulum - Immersion - bajo en la canción "Self vs Self" - 2010